# Torerito (Rafael Bejarano Carrasco)
Rafael Bejarano Carrasco dit « Torerito » (« petit torero ») né le 5 décembre 1863 à Cordoue (Espagne), mort le 22 novembre 1900 à Cordoue, est un matador espagnol.

## Carrière
Ses débuts d'enfant-torero se font dans les abattoirs de sa ville natale, en compagnie de « Guerrita ». Très jeune, il est enrôlé dans une cuadrilla d'enfants, avant d'être intégré comme banderillero dans les cuadrillas de matadors célèbres comme « Frascuelo » ou « Manuel Fuentes y Rodríguez » en 1883. 
De 1884 à 1889, il est enrôlé dans la cuadrilla de « Lagartijo ». Quoique toujours banderillero cette année-là, « Lagartijo » l'autorise à tuer quelques têtes de bétail dans les tientas en vue de sa formation de matador.
Le 29 septembre 1889, il prend l'alternative à Madrid avec pour parrain « Lagartijo » et pour témoin « Frascuelo », devant un toro de Anastasio Martín : Cocinero. Sa corrida d'alternative n'est pas une réussite avec une estocade ratée, ce qui relègue « Torerito » à un rang inférieur.
Toutefois, lors de sa réapparition à Madrid le 29 mai 1891, il remporte un franc succès avec des taureaux de la ganadería Veragua et reçoit plusieurs trophées. Sa carrière prend un nouvel essor de 1892 à 1898. Mais il se retire du ruedo après la corrida du 21 septembre 1899 à Oviedo.

## Style
Ce torero avait une bonne connaissance du taureau, mais il faiblissait à l'estocade, notamment le jour de son alternative, ce qui a été un grand handicap pour l'ensemble de sa courte carrière. Il était particulièrement doué pour le tercio de  banderilles.